# Keleti Partnerség
A Keleti Partnerség egy az Európai Unió által indított projekt. 2008. május 26-án, az EU Általános Ügyek és Külkapcsolatok Tanácsának ülésén mutatta be Brüsszelben svéd segítséggel a lengyel külügyminiszter. 2009. május 7-én, Prágában kötötték meg a megállapodást, az első, a Keleti Partnerség keretén belül történő külügyminiszteri szintű találkozót 2009. december 8-án tartották Brüsszelben.
A partnerség látókörébe a következő országok esnek: Örményország, Azerbajdzsán, Grúzia, Moldova, Ukrajna és Fehéroroszország.